# Ramularia succisae
Ramularia succisae Sacc. – gatunek grzybów z klasy Dothideomycetes. Grzyb mikroskopijny, fitopatogen pasożytujący na roślinach z rodzaju czarcikęs (Succisa). Powoduje plamistość liści.

## Systematyka i nazewnictwo
Pozycja w klasyfikacji według Index Fungorum: Ramularia, Mycosphaerellaceae, Capnodiales, Dothideomycetidae, Dothideomycetes, Pezizomycotina, Ascomycota, Fungi.
Gatunek ten opisał Pier Andrea Saccardo w 1882 r.
Synonimy:
- Ramularia knautiae (C. Massal.) Bubák 1903
- Ramularia knautiae var. arvensis C. Massal. 1906
- Ramularia succisae f. knautiae C. Massal. 1889
- Ramularia succisae var. knautiae (C. Massal.) Sacc. 1892

## Charakterystyka
Na porażonych roślinach powoduje powstawanie brązowoczarnych, wielokątnych plam o okrągławym zarysie iśrednicy 5–10 mm. Czasami zlewają się ze sobą zajmując dużą część liścia. Przy sprzyjającej patogenowi pogodzie tworzy się nalot złożony z konidioforów i zarodników. Powstaje on na obydwu stronach liści, ale częściej na dolnej.
Endobiont, jego grzybnia jest zanurzona w tkankach rośliny. Konidiofory 1–4–komórkowe (z rzadka zdarzają się także 5–komórkowe) o wymiarach 13–42 (–70) × 2,3–3,4 μm. Konidia powstają w łańcuszkach. Zazwyczaj są dwukomórkowe, rzadziej jedno– lub trzykomórkowe, cylindryczne lub elipsoidalne, o wymiarach 11–30 × 2,3–2,5 (–3,4) μm.
Ramularia succisae znana jest w licznych krajach Europy. Monofag, w Polsce jego występowanie opisano tylko na czarcikęsie łąkowym (Succisa pratense).